# Eupholidoptera werneri
Eupholidoptera werneri is een rechtvleugelig insect uit de familie sabelsprinkhanen (Tettigoniidae). De wetenschappelijke naam van deze soort is voor het eerst geldig gepubliceerd in 1951 door Willy Adolf Theodor Ramme.